# 加西市役所
加西市役所（かさいしやくしょ）は兵庫県加西市北条町横尾1000番地にある加西市の市役所である。

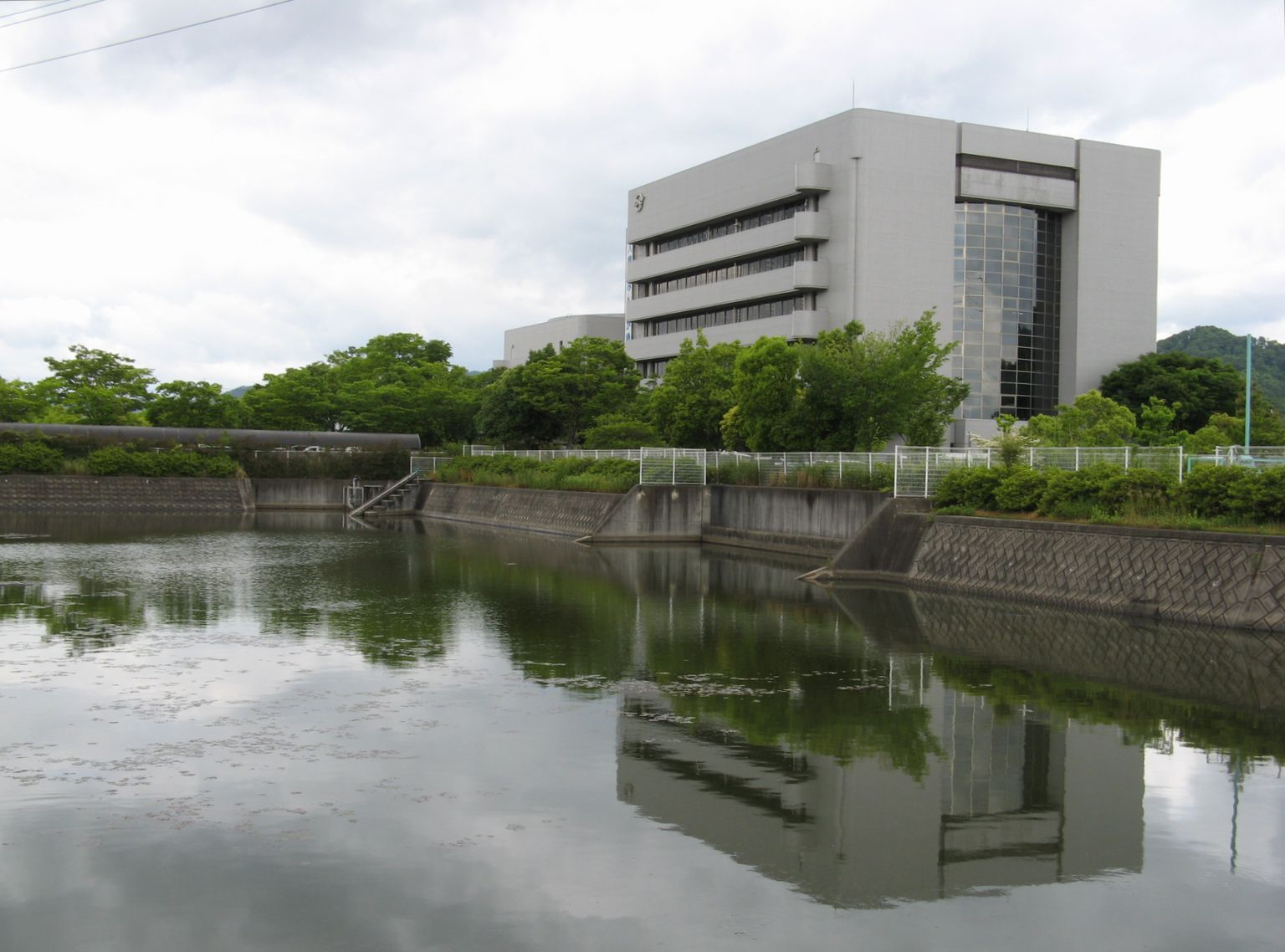
加西市役所と付近のため池

## 構造
1階には市民部（市民課、国保医療部）、福祉部（福祉計画部、地域福祉部、子育て支援部）、上下水道お客様センター、教育委員会（こども未来課）等がある。
2階には地域部（まちづくり課、観光課、文化スポーツ課）、市民部（税務課、収納課）、議長室、副議長室、議員協議会室、議員控室、議会事務局、環境部（上下水道管理課、上下水道課、環境課）等がある。

## イベント
年に一度、加西サイサイまつりが開催され、駐車場、館内が開放される。